# أمري مندي
أمري مندي (بالمجرية: Mándi Imre)‏ (22 نوفمبر 1916 – 1945) هو ملاكم مجري راحل، مثّل بلاده في الألعاب الأولمبية الصيفية 1936.

## روابط خارجية
أمري مندي على موقع أوليمبيديا (الإنجليزية)